# Макс Йоганнессон
Йоганнес Максиміліан «Макс» Йоганнессон (нім. Johannes Maximilian „Max“ Johannesson; 21 березня 1856, Данциг — 24 грудня 1930, Берлін) — прусський викладач.

## Біографія
Протягом багатьох років Макс Йоганнессон був таємним навчальним радником, навчальним директором і професором королівського прусського Головного кадетського корпусу в Берліні-Ліхтерфельде. Окрім цього, він був членом Берлінського географічного товариства.

## Сім'я
В грудні 1894 року одружився з Амалією Ауер. В пари народились 2 сини:
- Ганс (1898–1941) — в 1931-32 роках був ад'ютантом Грегора Штрассера. Загинув у бою під час Німецько-радянської війни.
- Рольф

## Нагороди
- Столітня медаль
- Орден Грифона (Мекленбург), почесний хрест